# بسانا این بریانتزا
بسانا این بریانتزا (به ایتالیایی: Besana in Brianza) یک کومونه در ایتالیا است که در استان مونتزا و بریانتزا واقع شده‌است.

## خصوصیات
بسانا این بریانتزا ۱۵٫۷۷ کیلومترمربع مساحت و ۱۵٫۶۵۶ نفر جمعیت دارد و ۳۳۶ متر بالاتر از سطح دریا واقع شده‌است.